# Вторая практика
Вторая практика (итал. seconda pratica, seconda prattica) — стиль и техника вокальной композиции в Италии в конце XVI — первой трети XVII века. Представители второй практики — Клаудио Монтеверди, Джулио Каччини, Киприан де Роре, Марк’Антонио Индженьери, Якопо Пери.

## Краткая характеристика
Итальянская вокальная композиция конца XVI — начала XVII века отошла от традиционной полифонии эпохи Возрождения, процветавшей в так называемой франко-фламандской, или нидерландской, школе, и стремилась отдать приоритет понятности текста с помощью нового музыкального склада — гомофонии. Основное развитие второй практики приходится на период между 1600 и 1630 годами.
Поворот к понятности текста и, следовательно, преобладание человеческого голоса в речевом жесте, переложенном на музыку, рассматривается как существенный переход от Ренессанса к барокко, который совершился в произведениях вокальных жанров. Это достигалось за счёт фразировки, более ориентированной на смысл слов, за счёт новой ритмики, ориентированной на ритм текста, а также за счёт хроматики и гомофонной фактуры.
Главным представителем второй практики был Клаудио Монтеверди. Его самым яростным противником был музыкальный теоретик и писатель Джованни Артузи. Термин seconda pratica Артузи использовал в 1603 году, чтобы противопоставить её музыке, написанной в стилистике «первой практики» (prima pratica). Монтеверди использовал термин seconda pratica в 1605 году в предисловии к своей Пятой книге мадригалов. В 1607 году Джулио Чезаре Монтеверди выступил в защиту своего брата от нападок Артузи, остаивая приоритет текста над (музыкальной) гармонией: «Слово является хозяйкой гармонии, а не её слугой». Пионерами второй практики были также Киприан де Роре (нидерландец, работавший в Ферраре и Парме) и Марк’Антонио Индженьери (капельмейстер из Кремоны и учитель Монтеверди). Оба в значительной степени отказались от традиционного стиля первой практики. Апологетами второй практики были также члены Флорентийской камераты — Якопо Пери, Винченцо Галилей и Джулио Каччини.
Новое итальянское веяние быстро распространилась по Европе. В Германии, например, в стилистике второй практики стали писать Ганс Лео Хасслер и его ученик Мельхиор Франк (1579—1639).
В стилистике второй практики акцент делается на выраженных в тексте эмоциональных состояниях человка, иначе называемых аффектами. В 1616 году, например, Монтеверди отклонил заказ из Мантуи именно потому, что либреттист не раскрыл в своём сочинении желанные композитору аффекты. Вторая практика не только привела к появлению нового стиля в мадригале, но и сделала возможным возникновение оперы в кругу музыкантов Флорентийской камераты и в творчестве Монтеверди. В этом она тесно связана с тенденцией того времени — стремлением перенять античные модели, сильнее подчеркнуть в музыке драматический выразительный момент, содержащийся в тексте.
В предисловии к своей 5-й книге мадригалов 1605 года Монтеверди анонсировал собственную книгу под названием «Seconda pratica, overo Perfettione della moderna musica» («Вторая практика, или совершенство современной музыки»), но, вероятно, она так и не была написана. Единственное свидетельство Монтеверди о теории музыки можно найти в предисловии к 8-й книге мадригалов (1638), в котором он утверждает, что именно он впервые сделал музыку «законченной» (или «совершенной»), изобрёл доселе отсутствовавший «взволнованный стиль» (итал. genere concitato). Задолго до того Каччини в предисловии к своему сборнику «Новая музыка» (1602), который некоторые рассматривают как своеобразный манифест второй практики, использовал близкий по смыслу термин stile moderno (современный стиль).